# Delias mesoblema
Delias mesoblema är en fjärilsart som beskrevs av Jordan 1912. Delias mesoblema ingår i släktet Delias och familjen vitfjärilar. Inga underarter finns listade i Catalogue of Life.

## Bildgalleri

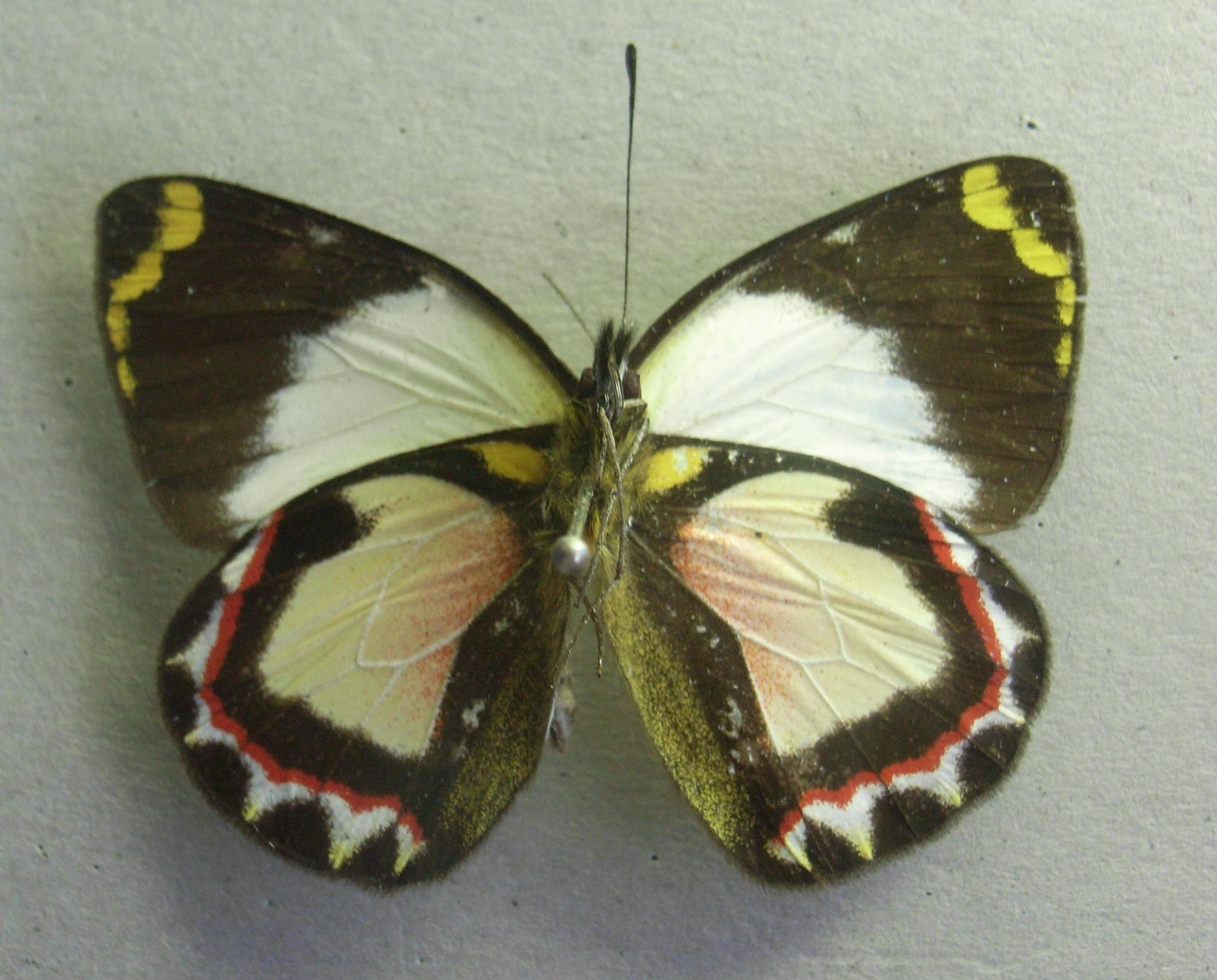